# 太平两同书
《太平两同书》是罗隐写的一部道书，共2卷。
上卷5篇，文末都附有老子的话；下卷5篇，文末都有孔子的话（现存《爱憎》第10无孔子语，《道藏》本注明“缺文”）。
全书宣扬儒道融合，共同治理太平盛世。